# Enrico Caffi
Enrico Caffi (San Pellegrino Terme, 30 giugno 1866 – Bergamo, 28 giugno 1948) è stato un naturalista e presbitero italiano.

## Biografia
Nato a San Pellegrino Terme, frequenta la scuola missionaria di Milano, ove viene ordinato sacerdote, e si laurea in scienze naturali a Pavia per insegnare poi al collegio Sant'Alessandro e al seminario vescovile di Bergamo. Diviene primo direttore nel 1917 del moderno Museo di Scienze Naturali di Bergamo, all'epoca sito nella Biblioteca civica Angelo Mai, oggi dedicatogli, che contribuì ad espandere, lasciandogli alla morte in eredità tutto il suo patrimonio scientifico.

## Opera letteraria
È stato autore di numerosi testi di scienza naturale della zona di Bergamo, oltre che di un dizionario dialettale della flora e della fauna orobica.

## Dediche
A lui è dedicato il Gornogomphodon caffii, pesciolino fossile scoperto da Antonio Baroni e studiato nel museo mentre ne era direttore, di cui si conosce un solo esemplare.
Nella sua casa natale è stata apposta una targa che lo ricorda il giorno del primo anniversario della sua morte. Gli venne dedicata anche una scuola d'avviamento professionale, oggi scuola media.